# قسم ديزجرود الشرقي الريفي (مقاطعة عجب شير)
قسم دیزجرود الشرقي الریفي (بالفارسية: دهستان دیزجرود شرقی) هي منطقة سكنية تقع في إيران في Qaleh Chay District. يقدر عدد سكانها بـ 8,914 نسمة .